# 446 a.C.

## Eventos

### Ocidente
- Atenas e Esparta concluem a Paz dos Trinta Anos.